# 五角六十面體
在幾何學中，五角六十面體是一種卡塔蘭立體，為由60個不等邊五邊形組成的六十面體，並且是阿基米德立體扭棱十二面體的對偶多面體。這種立體是一個等面圖形，也就是說它每個面都全等，但組成面不是正多邊形。五角六十面體有兩種不同的形式，它們互為鏡像（或“對映體”），是為手性鏡像，兩種手性鏡像的面、頂點、邊數皆相同，共有60個面、150個邊、92個頂點。五角六十面體是頂點數最多的卡塔蘭立體。在卡塔蘭立體和阿基米德立體中，五角六十面體的頂點數為第二多，僅次於具有120個頂點的大斜方截半二十面体。

## 性質
五角六十面體是一個手性多面體，也就是說，該多面體鏡射之後會跟原本的形狀不同，無法藉由旋轉半周再回到原本的形狀。這兩種形式互為鏡像（或“對映體”），又稱為手性鏡像，且其面、頂點、邊數皆相同，共有60個面、150個邊、92個頂點。在其92個頂點中，有80個頂點是三階頂點，即3個五邊形的公共頂點和12個頂點是五階頂點，即5個五邊形的公共頂點。:97
| 五角六十面體的旋轉透視圖 | 五角六十面體的另一個手性鏡像的旋轉透視圖 |

### 構造
五角六十面體是扭棱十二面体的對偶多面體。事實上，五角六十面體可以不經由對偶變換而從扭棱十二面体構造。首先在扭棱十二面体的所有12個五邊形面上加入五角錐，再將扭棱十二面体的所有不與五邊形面相鄰的20個三角形面上加入三角錐，並調整加入之錐體的錐高，使加入的錐體之側面與其餘60個三角形面共面則形成五角六十面體，然而這種方式構造的五角六十面體會稍微有點形變。

### 二面角
五角六十面體只有一種二面角，約為153.18度：
{\displaystyle \arccos {\left(-{\frac {2\left(x+{\frac {2}{x}}\right)\left(1+15\varphi \right)+\left(15+16\varphi \right)}{209}}\right)}\approx }2.67347322717678{\displaystyle \approx }153.178732558°
其中{\displaystyle \varphi }為黃金比例、{\displaystyle x}為{\displaystyle {\sqrt[{3}]{\tfrac {\varphi +{\sqrt {\varphi -{\tfrac {5}{27}}}}}{2}}}+{\sqrt[{3}]{\tfrac {\varphi -{\sqrt {\varphi -{\tfrac {5}{27}}}}}{2}}}}

### 面的組成
五角六十面體60個全等的五邊形面組成，每個五邊形都具有3條短邊和2條長邊，若令{\displaystyle x}為{\displaystyle {\sqrt[{3}]{\tfrac {\varphi +{\sqrt {\varphi -{\tfrac {5}{27}}}}}{2}}}+{\sqrt[{3}]{\tfrac {\varphi -{\sqrt {\varphi -{\tfrac {5}{27}}}}}{2}}}}，則短邊與長邊的比為：
{\displaystyle {\frac {1}{x}}:{\frac {x\left(2+7\varphi \right)+\left(5\varphi -3\right)+{\frac {2\left(8-3\varphi \right)}{x}}}{31}}\approx }0.582899534744982414 : 1.019988247022845898
其中{\displaystyle \varphi ={\tfrac {1+{\sqrt {5}}}{2}}}為黃金比例。
若令{\displaystyle \xi \approx 0.943\,151\,259\,24}為多項式{\displaystyle x^{3}+2x^{2}-\varphi ^{2}}的根，則長邊與短邊的比值{\displaystyle l}為：
{\displaystyle l={\frac {1+\xi }{2-\xi ^{2}}}\approx 1.749\,852\,566\,74}.
也就是說，若短邊為單位長，則長邊的長度約為1.74985單位長。
組成五角六十面體的五邊形有4個相等的鈍角和一個銳角（兩個長邊的夾角）。其中鈍角的角度為{\displaystyle \arccos(-\xi /2)\approx 118.136\,622\,758\,62^{\circ }}，約118度8分:97，而反餘弦內的值是多項式{\displaystyle 64x^{6}-128x^{5}+64x^{4}+24x^{3}-24x^{2}+1}的第一個實根；銳角的角度為{\displaystyle \arccos(-\varphi ^{2}\xi /2+\varphi )\approx 67.453\,508\,965\,51^{\circ }}，約67度28分:97，而反餘弦內的值是多項式{\displaystyle 64x^{6}-384x^{5}+384x^{4}+888x^{3}+168x^{2}-128x-31}的第4個根。

### 幾何
扭棱十二面體的面心不能直接作為五角六十面體的頂點，因為4個三角形的面心位於同一個平面上，但五邊形的面心則否，它需要被徑向推出以使其與三角形中心共面。因此，五角六十面體的頂點並不都位於同一個球面上，因此根據定義，五角六十面體不是一個環帶多面體。
若其對偶多面體的邊長為單位長，則對應的五角六十面體八十個三階頂點所在的球面之半徑為：
{\displaystyle {\frac {\sqrt {3\left(x\varphi +1+\varphi +{\frac {1}{x}}\right)}}{2}}\approx }2.1172098986
十二個五階頂點所在的球面之半徑為：
{\displaystyle {\frac {\sqrt {x^{2}\left(1009+1067\varphi \right)+x\left(1168+2259\varphi \right)+\left(1097+941\varphi \right)}}{62}}\approx }2.220000699

### 體積與表面積
若要計算五角六十面體的體積和表面積，則需要將其中一個五邊形面的短邊表示為{\displaystyle b}，並令常數{\displaystyle t}為：
{\displaystyle t={\frac {{\sqrt[{3}]{44+12\varphi (9+{\sqrt {81\varphi -15}})}}+{\sqrt[{3}]{44+12\varphi (9-{\sqrt {81\varphi -15}})}}-4}{12}}\approx 0.471\,575\,629\,622} .
則短邊長為{\displaystyle b}的五角六十面體表面積（A）為：
{\displaystyle A={\frac {30b^{2}\cdot (2+3t)\cdot {\sqrt {1-t^{2}}}}{1-2t^{2}}}\approx 162.698\,964\,198b^{2}}.
體積（V）為：
{\displaystyle V={\frac {5b^{3}(1+t)(2+3t)}{(1-2t^{2})\cdot {\sqrt {1-2t}}}}\approx 189.789\,852\,067b^{3}}.
使用以上這些數值，可以計算此形狀的球形度量值：
{\displaystyle \Psi ={\frac {\pi ^{\frac {1}{3}}(6V)^{\frac {2}{3}}}{A}}\approx 0.98163}

## 用途

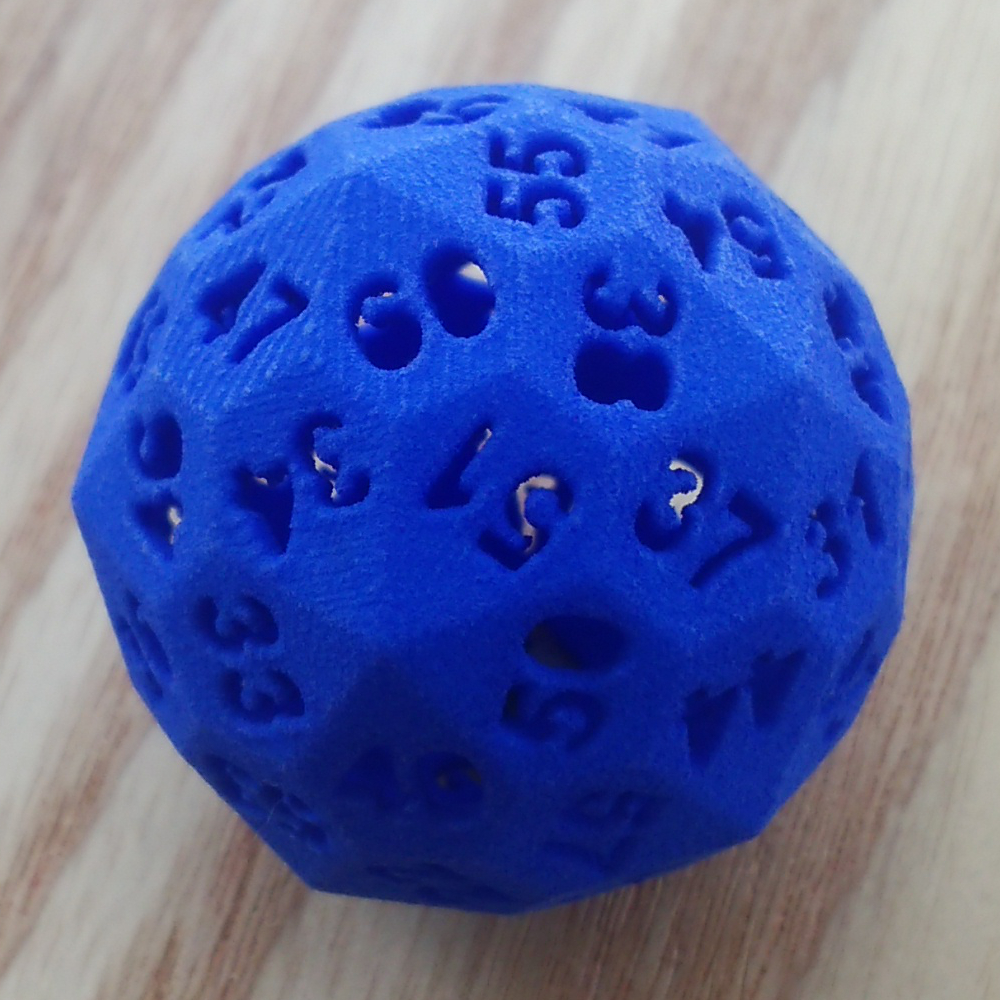
五角六十面體的骰子

由於五角六十面體是一個等面多面體，因此可以製成骰子。

## 外部連結
- 埃里克·韦斯坦因, 五角六十面體 （參閱卡塔蘭立體） 於MathWorld（英文）